# Удадумбара (підрозділ окружного секретаріату)
Підрозділ окружного секретаріату Удадумбара — підрозділ окружного секретаріату округу Канді, Центральна провінція, Шрі-Ланка. Складається з 63 Грама Ніладхарі.